# Flughafen Adelaide

i7
i11
i13
Der Flughafen Adelaide (engl. Adelaide Airport, IATA-Code: ADL, ICAO-Code: YPAD) ist ein internationaler Flughafen in Adelaide, Australien.
Der Flughafen befindet sich ungefähr sechs Kilometer vom Stadtzentrum entfernt neben dem Vorort West Beach.
Betrieben wird der Flughafen von der privaten Adelaide Airport Limited, die seit 1998 einen langfristigen Mietvertrag mit dem australischen Staat hat.

## Geschichte
Der erste Flughafen von Adelaide war ein 24 Hektar großer Flugplatz, der im Stadtteil Hendon im Jahre 1921 errichtet wurde. Die kleine Anlage wurde für den Luftpostverkehr zwischen Adelaide und Sydney genutzt. Aufgrund der erheblichen Zunahme des Flugverkehrs entstand 1927 der Parafield Airport im gleichnamigen Vorort Parafield. Bereits 1941 konnte auch dieser Flughafen die steigende Nachfrage im Flugverkehr nicht bewältigen. Darauf wurde der Bau des Adelaide Airports bei West Torrens (jetzt West Beach) beschlossen. Die Bauarbeiten begannen 1947 und waren im Februar 1955 mit der Eröffnung beendet.
Anfangs diente nur ein großer Hangar als Passagierterminal, welches bis 2005 für den inländischen und regionalen Verkehr genutzt wurde. Das erste internationale Terminal wurde 1982 errichtet.

## Bau des neuen Terminals

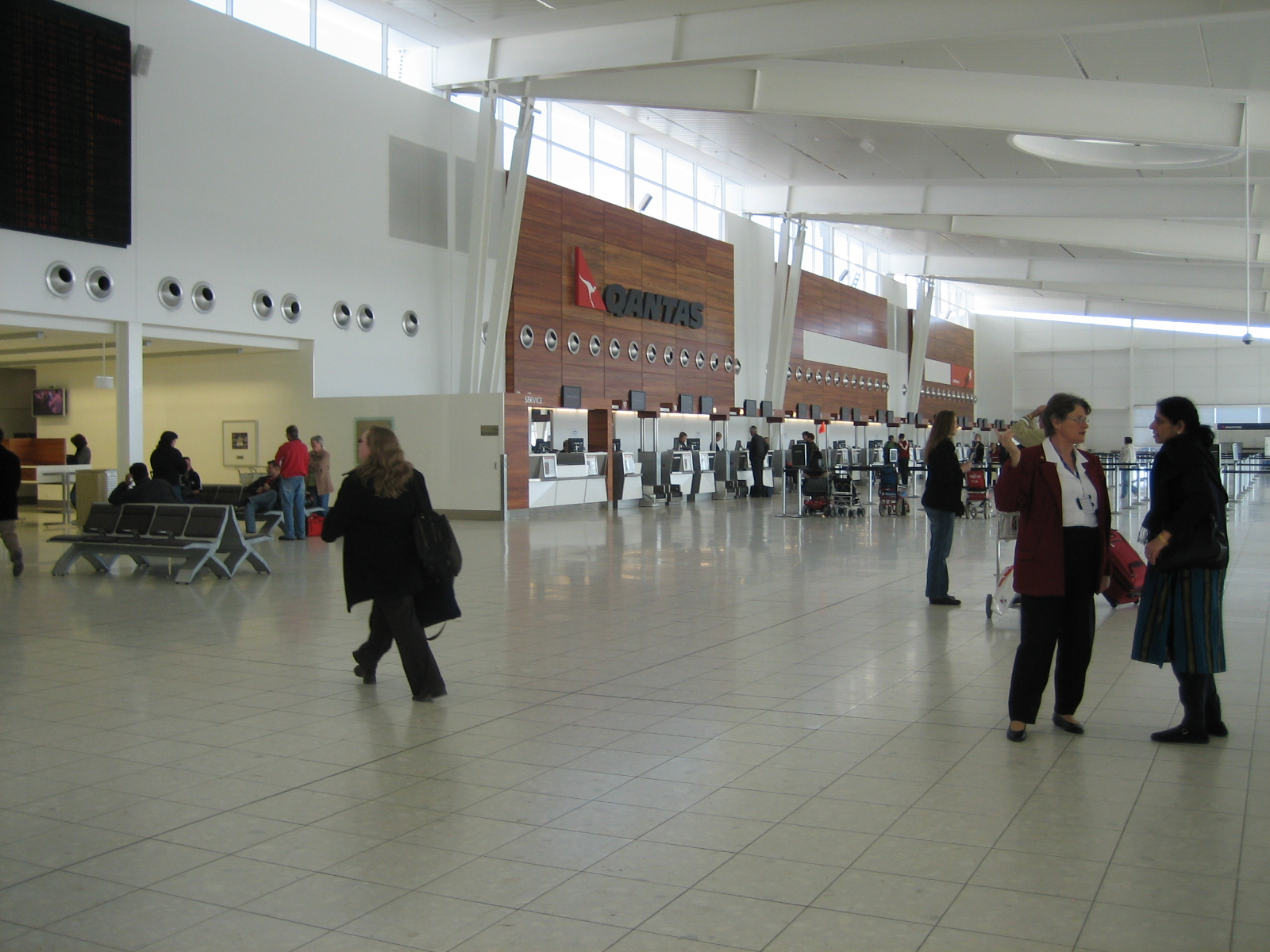
Das neue Terminal des Flughafens Adelaide

Da das alte Terminal aufgrund seiner begrenzten Kapazität und seiner mangelnden Fluggastbrücken kritisiert wurde, wurden zwischen 1997 und 2005 260 Millionen AUD in die Sanierung des Flughafens investiert. Die Sanierungsarbeiten erfolgten durch das australische Bauunternehmen Hansen Yuncken.
Im Jahre 1997 wurden erstmals Vorschläge für ein modernes internationales Terminal unterbreitet. Die Idee zu einem einheitlichen Terminal, in welchem inländische als auch internationale Flüge abgewickelt werden, war geschaffen und wurde im selben Jahr beschlossen.
Das neue Terminal wurde am 7. Oktober 2005 vom Premierminister John Howard und von Mike Rann, dem Premierminister von South Australia, eröffnet. Kurz nach der Eröffnung gab der Betreiber Adelaide Airport Limited bekannt, dass nur internationale Flüge vom neuen Terminal möglich seien, da es zu Problemen bei den Kraftstoffpumpen und den unterirdischen Rohrleitungen kam. Diese Mängel sollen auch durch Bauschutt in den Rohren entstanden sein. Während dieser Zeit wurde der Ablauf inländischer Flüge im alten Terminal geregelt. Am 17. Februar 2006 konnte das Terminal schließlich für alle Flüge verwendet werden.
Das neue Terminal ist etwa 850 Meter lang und kann pro Stunde 27 Flüge und 3000 Passagiere bewältigen. Es umfasst 14 glasseitige Fluggastbrücken, 42 Check-in-Schalter und 34 Geschäfte. Im gesamten Terminal ist ein kostenfreier Internetzugang über WLAN möglich.